# Ursula Bethell
Mary Ursula Bethell (* 6. Oktober 1874 in Horsell, Surrey, England; † 15. Januar 1945 in Christchurch) war eine neuseeländische Sozialarbeiterin und Dichterin, die sich jahrzehntelang für soziale Projekte engagierte und auch unter dem Pseudonym „Evelyn Hayes“ und „EH“ zahlreiche Gedichte veröffentlichte. Ursula Bethell wird als einer der Pioniere der zeitgenössischen neuseeländischen Poesie anerkannt. Wie andere ihrer Generation, war sie gezwungen, sich der Spannung zwischen ihren englischen Wurzeln und Sympathien und ihrer neuseeländischen Umwelt zu stellen. Zusätzlich war sie angehalten, die Trennungen zwischen religiöser Gewissheit und alltäglichen Erfahrungen zu untersuchen. Ihre Bestrebungen zur Entwicklung einer poetischen Stimme, um ihr erweitertes Verstehen auszudrücken, waren kühn und innovativ. In allen ihren Beobachtungen schaute sie mit anderen Augen.

## Leben

### Herkunft, schulische Bildung und Beginn der sozialen Arbeit
Mary Ursula Bethell war das älteste von drei Kindern des Barrister Richard Bethell und dessen Ehefrau Isabell Anne Lillie, die beide in den 1860er Jahren in Neuseeland gelebt hatten und kurz nach der Geburt ihres ersten Kindes nach einem kurzzeitigen Aufenthalt in Tasmanien dorthin zurückkehrten. Zunächst ließen sie sich in Nelson und dann 1878 in Christchurch nieder, ehe die Familie 1881 nach Rangiora verzog. Dort wuchs sie zusammen mit ihrem Bruder Marmaduke Bethell sowie ihrer jüngeren Schwester Rhoda auf und begann ihre formelle Schulbildung durch eine Gouvernante. Nach dem Tod ihres Vaters an einer Lungenentzündung kehrte die Mutter mit ihren drei Kindern nach Christchurch zurück, wo Ursula Bethell anfangs die Mrs Crosby’s Girls School in Park Terrace sowie danach die Christchurch Girls’ High School besuchte.
1889 reiste sie in Begleitung von Sibylla Emily Maude nach England und besuchte dort die Oxford High School for Girls, ehe sie von Mitte 1891 bis Mitte 1892 ein Internat in der Nähe von Nyon in der Schweiz besuchte. In dieser Zeit verfasste sie ihre ersten Gedichte und kehrte Ende 1892 nach Christchurch zurück. Statt ein durch private Unterstützung gefördertes Leben zu verbringen, engagierte sie sich aufgrund ihres Gerechtigkeitssinns und einem tiefen anglo-katholischen Glauben in Sonntagsschulen und in der sozialen Arbeit für Jungen aus der Arbeiterklasse. Dort half sie auch bei der Gründung eines nach Gordon Hall benannten Heimes für Jungen und wurde später auch Gründungsmitglied der Boys’ Gordon Hall-Stiftung.

### Auslandsreisen, schwere Erkrankung und Kennenlernen von Effie Pollen
Ende 1895 unternahm Ursula Bethell mit ihrem Bruder und einem Freund nach England und besuchte dort verschiedene Landesteile wie Rise Hall, dem Landsitz eines Onkels väterlicherseits in Yorkshire. Nach zwei weiteren Jahren, die sie mit Musik und Malerei in Deutschland und der Schweiz verbrachte, begann sie eine Tätigkeit als Sozialarbeiterin an den Einrichtungen der Lady Margaret Hall der University of Oxford in Lambeth. 1899 trat sie der anglikanischen Gemeindearbeitsorganisation Women Workers for God, den sogenannten „grauen Damen“ (‚Grey Ladies‘), in Süd-London bei. Gleichzeitig half sie Mary Lily Walker und deren Dundee Social Union in Dundee in Schottland und unternahm mehrfach Reisen ins Ausland.
Im Dezember 1901 erlitt sie selbst eine lebensgefährliche Lungenentzündung, die sie zwang, ihre Arbeit bei den Grey Ladies einzustellen. 1902 verließ sie England und verbracht zunächst mehrere Monate zur Erholung in den Bergen bei Santa Cruz in Kalifornien, ehe sie im März 1903 nach Neuseeland zurückkehrte. 1904 kehrte sie nach einem weiteren Zwischenaufenthalt in den USA nach England zurück, wo sie bei der zentralen Gesellschaft der Church of England für die Unterbringung von Obdach- und Heimatlosen ihre soziale Arbeit wieder aufnahm. Zugleich besuchte sie regelmäßig Freunde und Verwandte in Schottland, Frankreich, Italien und der Schweiz. Im Oktober 1905 eröffnete sie ein Heim für Mütter und Schwestern in Hampstead, nachdem sie ihren Plan zur Nutzung dieses Hauses als Zufluchtsort für christliche Sozialarbeiter aufgeben hatte. Dieses Haus betrieb sie mit der ebenfalls aus Neuseeland stammenden Effie Pollen drei Jahre lang.

### Sozialarbeit in St Albans und Erster Weltkrieg in Europa
Nachdem Effie Pollen im Oktober 1908 nach Neuseeland zurückgekehrt war, um dort ihren kranken Vater zu pflegen, folgte ihr Ursula Bethell und erwarb im März 1910 in St Albans, ein Vorort von Christchurch, ein Haus, das sie Villa Jobiska benannte. Sie begann in der Gemeinde St Mary’s in Merivale zu arbeiten und wurde Vizepräsidentin der neu gegründeten Gilde junger Männer (Young Men’s Guild). Gleichzeitig fungierte sie als Sekretärin der örtlichen Missionsgruppe und stellte einer Schwester der Gemeinschaft des geheiligten Namens eine Unterkunft zur Verfügung, die als Helferin des Vikars arbeitete.
Ende 1913 begab sich Ursula Bethell über Java und Indien erneut nach England und befand sich gerade in der Schweiz als im Sommer 1914 der Erste Weltkrieg ausbrach. Glücklicherweise konnte sie mit einem der letzten Züge England erreichen, wo sie in London in der Folgezeit als Betreuerin einem Jugenheim, als Helferin in einer Montessori-Schule, als Nachtkellnerin in einem Club für neuseeländische Soldaten sowie als Assistentin in einem Informationsbüro für Soldaten tätig war. Gegen Ende des Krieges half sie auch bei der Gründung einer Schule für Kinderpflege.
Nach Kriegsende kehrte sie 1918 nach Christchurch zurück und gründete im August 1924 zusammen mit Effie Pollen ein Heim in Rise Cottage, einem neu erbauten Bungalow in den Cashmere Hills mit einem Blick auf die Neuseeländischen Alpen, die Kaikoura Ranges und die Canterbury Plains. 1926 unternahm sie eine kurze, letzte Reise nach England.

### Beginn des dichterischen Schaffens und Mentorin
Ende 1928 hatte Ursula Bethell nicht nur einen Garten auf dem Anwesen angelegt, sondern auch zahlreiche der Gedichte verfasst, die sie bekannt gemacht haben und die 1929 unter dem Titel From a Garden in the Antipodes beim Verlag Sidgwick & Jackson erschienen.
Oftmals schloss sie Gedichte in Briefen an Freunden ein und veröffentlichte einige Gedichte in der australischen Zeitschrift The Home unter dem Pseudonym „Evelyn Hayes“. Unter diesem Pseudonym veröffentlichte sie auch ihren ersten Gedichtband From a Garden in the Antipodes, der 1929 beim Londoner Verlag Sedgwick and Jackson erschien. Die Gedichte beschrieben den Garten, seine Bewohner und deren Aktivitäten, und wurde durch Bethells Bildung, Erfahrungen und meditativen religiösen Glauben bereichert. Sie zeichneten ferner viele der Bilder der Landschaft von Canterbury nach, die sie bei Picknicken und Ausflügen mit Effie Pollen mit ihrem großen, schwarzen Essex-Automobil erkundete.
Die Sammlung wurde von der Literaturkritik in England sowie schließlich auch von J. H. E. Schroder in der Tageszeitung Christchurch Press gewürdigt. Sie freundete sich mit Schroder an und verfasste durch dessen Ermutigung für die Christchurch Press und die North Canterbury Gazette Gedichte unter dem Pseudonym „EH“. Durch Schroder trat sie auch in Kontakt zu anderen Schriftstellern, Gelehrten und Künstlern wie Walter D’Arcy Cresswell, Eric Hall McCormick, Monte Holcroft, Rodney Eric Kennedy, Toss Woollaston und Basil Dowling. Sie wurde zu einer Mentorin dieser jüngeren Leute in den 1930er und 1940er Jahren, die sie zum Schreiben ermutigte und denen sie – teilweise unwillkommene – Ratschläge gab. Alle waren beeindruckt von der Breite ihres Wissens und Belesenheit sowie ihrem anspruchsvollen Geschmack.

### Tod von Effie Pollen und Förderung der Diakonissenausbildung
Als Effie Pollen am 8. November 1934, rund einen Monat nach Ursula Bethells 60. Geburtstag, plötzlich verstarb, war dies ein schmerzlicher Verlust. Briefe an ihre Freunde erzählen vom emotionalen Schmerz und der Krise ihres Glaubens. Nach dieser Zeit verfasste sie nur wenige Gedichte, darunter sechs Erinnerungsgedichte, die sie ihrer Freundin von dreißig Jahren widmete. 1936 veröffentlichte Caxton Press eine weitere Sammlung ihrer Gedichte, Time and Place, die sie ebenfalls zum Gedächtnis an Effie Pollen widmete.
Als starke Unterstützerin des Eintritts von Frauen in geistliche Ämter begann Ursula Bethell 1935 mit der Übergabe des Hauses in St Albans an die Anglikanische Kirche als Unterkunft für das St Faith’s House of Sacred Learning, eine Ausbildungsstätte für Diakonissen. Zugleich bezog sie in diesem Jahr auf Einladung der Oberdiakonisse eine Wohnung in diesem Haus und setzte die Förderung ihrer jungen Freunde fort. Daneben unternahm sie weiter Reisen, ehe sie sich nach der Entdeckung von Krebs in ihrem Jochbein häufig im Krankenhaus war. 1939 wurde durch Caxton Press mit Day and Night : Poems 1924–1934 eine weitere Gedichtsammlung herausgegeben.

### Letzte Lebensmonate, Auseinandersetzung mit dem Tod und literarische Wirkung
Nachdem St Faith’s House of Sacred Learning Ende 1943 geschlossen worden war, wurde das Haus an Reverend Merlin Davies und dessen Frau vermietet, mit denen Ursula Bethell ihre letzten Lebensmonate verbrachte. In dieser Zeit begann sie mit der Ordnung ihrer Schriften und dem Verfassen von Abschiedsbriefen als Vorbereitung auf ihren Tod. Dass sie ihrem Tod mit Klarheit begegnete, wird durch die Wandlungsfähigkeit angedeutet, die Gedichte wie „Pause“ untermauert.
In sehr kurzer Zeit, kann es sein,
Wenn unsere impulsiven Gliedmaßen und unsere überlegenen Schädel
Der Erde mehrere Unzen von Dünger zurückzugeben haben,
Wird die Mutter von Allem wieder Ladung aufnehmen,
Und bald mit ihren Elementen abwischen
Unsere kleinen zärtlichen menschlichen Gehäuse.
In a very little while, it may be,
When our impulsive limbs and our superior skulls
Have to the soil restored several ounces of fertiliser,
The Mother of all will take charge again,
And soon wipe away with her elements
Our small fond human enclosures.
1944 gab es den Vorschlag, eine Gesamtausgabe aller ihrer Gedichte in einem Band herauszugeben. Allerdings verstarb sie am 15. Januar 1945 in Christchurch noch vor der Veröffentlichung. Nach ihrem Tod wurde sie auf dem Friedhof von Rangiora.
Ursula Bethell wird als einer der Pioniere der zeitgenössischen neuseeländischen Poesie anerkannt. Wie andere ihrer Generation, war sie gezwungen, sich der Spannung zwischen ihren englischen Wurzeln und Sympathien und ihrer neuseeländischen Umwelt zu stellen. Zusätzlich war sie angehalten, die Trennungen zwischen religiöser Gewissheit und alltäglichen Erfahrungen zu untersuchen. Ihre Bestrebungen zur Entwicklung einer poetischen Stimme, um ihr erweitertes Verstehen auszudrücken, waren kühn und innovativ. In allen ihren Beobachtungen schaute sie mit anderen Augen.
Nach ihr wurde der Literaturpreis Ursula Bethell Residency in Creative Writing bezeichnet. Diese Förderung für kreatives Schreiben nahmen bisher Dichter wie Eleanor Catton, Catherine Chidgey, Helen Lowe, Barry Mitcalfe, Carl Nixon, John Pule und Victor Rodger wahr. Ihre Gedichte erscheinen auch heute noch wie zum „Time“ im Blog Tuesday Poem am 24. August 2010.

## Veröffentlichungen
- From a Garden in the Antipodes. 1929.
- Time and Place. 1936.
- Day and Night. 1939.

posthum
- Collected Poems. 1950.

## Hintergrundliteratur
- Claudia Roswitha Duppé: Poetic (Re)Negotiations of Home in New Zealand Women’s Poetry of the 20th Century. Dissertation. Universität Trier, Juli 2004, S. 59–94.